# Gare de Grand-Sault
La gare de Grand-Sault à Grand-Sault, au Nouveau-Brunswick, est une gare patrimoniale. Il n'y a plus de services de passagers.

## Service des voyageurs
Gare fermée.